# Stahlmann (альбом)
Stahlmann (в переводе с нем. — «Стальной человек») — дебютный студийный альбом немецкой группы Stahlmann, выпущен 17 сентября 2010 года на лейбле AFM Records.

## Список композиций
| №  | Название                                            | Длительность |
| -- | --------------------------------------------------- | ------------ |
| 1. | «Willkommen» (Добро пожаловать)                     | 3:12         |
| 2. | «Stahlmann» (Стальной человек)                      | 2:21         |
| 3. | «Hass Mich..Lieb Mich» (Ненавидь меня... люби меня) | 3:06         |
| 4. | «Teufel» (Дьявол)                                   | 3:52         |
| 5. | «Marschieren» (Идущие)                              | 3:12         |
| 6. | «Auf Ewig» (Навсегда)                               | 3:43         |
| 7. | «Kaltes Herz» (Холодное сердце)                     | 3:02         |
| 8. | «Stahlwittchen» (Стальная девчонка)                 | 2:46         |
| 9. | «Kokain» (Кокаин)                                   | 2:39         |

| №   | Название                              | Длительность |
| --- | ------------------------------------- | ------------ |
| 10. | «Mein Flehen» (Мои мольбы)            | 3:44         |
| 11. | «Letzter Vorhang» (Последний занавес) | 3:57         |

## Отзывы критиков
| Оценки критиков | Оценки критиков |
| Источник        | Оценка |
| --------------- | --- |
| Lords of Metal  | 4 из 10 звёзд · 4 из 10 звёзд · 4 из 10 звёзд · 4 из 10 звёзд · 4 из 10 звёзд · 4 из 10 звёзд · 4 из 10 звёзд · 4 из 10 звёзд · 4 из 10 звёзд · 4 из 10 звёзд                                                                                 |
| The Spine       | 8 из 10 звёзд · 8 из 10 звёзд · 8 из 10 звёзд · 8 из 10 звёзд · 8 из 10 звёзд · 8 из 10 звёзд · 8 из 10 звёзд · 8 из 10 звёзд · 8 из 10 звёзд · 8 из 10 звёзд                                                                                 |
| Metal.de        | 6 из 10 звёзд · 6 из 10 звёзд · 6 из 10 звёзд · 6 из 10 звёзд · 6 из 10 звёзд · 6 из 10 звёзд · 6 из 10 звёзд · 6 из 10 звёзд · 6 из 10 звёзд · 6 из 10 звёзд                                                                                 |
| Musikreviews.de | 7 из 15 звёзд · 7 из 15 звёзд · 7 из 15 звёзд · 7 из 15 звёзд · 7 из 15 звёзд · 7 из 15 звёзд · 7 из 15 звёзд · 7 из 15 звёзд · 7 из 15 звёзд · 7 из 15 звёзд · 7 из 15 звёзд · 7 из 15 звёзд · 7 из 15 звёзд · 7 из 15 звёзд · 7 из 15 звёзд |

В основном альбом получил весьма неоднозначные отзывы. В The SPINE положительно оценили дебютный альбом группы, однако, как и другие критики, отметили невысокую оригинальность исполнения. На сайте Metal.de называют дебютный альбом Stahlmann «слишком радиопригодным», не имеющим «резких углов и граней». Музыкальные обзоры на musikreviews.de находят недостатки исполнения в «стоических ритмах, устаревшем EBM и простых риффах», однако хвалят новый альбом Stahlmann за его «креатив». В Lords of Metal альбом оценили достаточно плохо, назвав его «бестыдной копией» Rammstein.

## Синглы

### Hass Mich..Lieb Mich
| №  | Название                 | Длительность |
| -- | ------------------------ | ------------ |
| 1. | «Hass Mich... Lieb Mich» | 3:06         |
| 2. | «Teufel»                 | 3:52         |

### Stahlwittchen
| №  | Название                      | Длительность |
| -- | ----------------------------- | ------------ |
| 1. | «Stahlwittchen (New version)» | 2:56         |
| 2. | «Stahlwittchen»               | 2:46         |

## Видеоклипы
- Stahlwittchen
- Hass Mich..Lieb Mich

## Участники записи
- Mart — вокал, программирование
- Alex — гитара, программирование
- Tobi — гитара, программирование
- Fire-Abend — бас-гитара
- O-Lee — ударные